# Le Testament du capitaine Drew
Pour plus de détails, voir Fiche technique et Distribution.
Le Testament du capitaine Drew (Adventure's End) est un film américain réalisé par Arthur Lubin, sorti en 1937.

## Synopsis
En Polynésie, Duke Slade est un pêcheur de perles qui travaille à son compte. Un jour, alors qu'il est poursuivi par des autochtones, il trouve refuge sur le Mary Drew, un baleinier. Le capitaine Abner Drew accepte de le garder à bord à condition qu'il épouse sa fille Janet, que convoite Rand Husk, le second. Duke accepte mais va se retrouver face à une mutinerie de certains marins, qui veulent les perles.

## Fiche technique
- Titre original : Adventure's End
- Titre français : Le Testament du capitaine Drew
- Titre alternatif (Belgique) : La Fin de l'aventure
- Réalisation : Arthur Lubin
- Scénario : Ben Grauman Kohn, Scott Darling, Sidney Sutherland
- Musique : Charles Previn
- Direction artistique : Charles Clague
- Photographie : Gus Peterson
- Son : Jesse Bastian, Robert Pritchard
- Montage : Charles Craft
- Production : Trem Carr
- Production associée : Paul Malvern
- Société de production : Universal Pictures
- Société de distribution : Universal Pictures
- Pays de production :  États-Unis
- Langue originale : anglais
- Format : noir et blanc — 35 mm — 1,37:1 — son Mono (Western Electric Noiseless Recording)
- Genre : Film d'aventure
- Durée : 60 minutes
- Dates de sortie : 
  - États-Unis : 12 décembre 1937
  - France : 13 juin 1941
  - Belgique : 20 avril 1951

## Distribution
- John Wayne : Duke Slade
- Diana Gibson (en) : Janet Drew
- Montagu Love : Abner Drew
- Moroni Olsen : Rand Husk
- Maurice Black (en) : Blackie
- Paul White : Kalo
- Cameron Hall : Slivers
- P.J. Kelly : Matt
- George Cleveland : Tom
- William Sundholm : Chips